# Jappe Nilssen

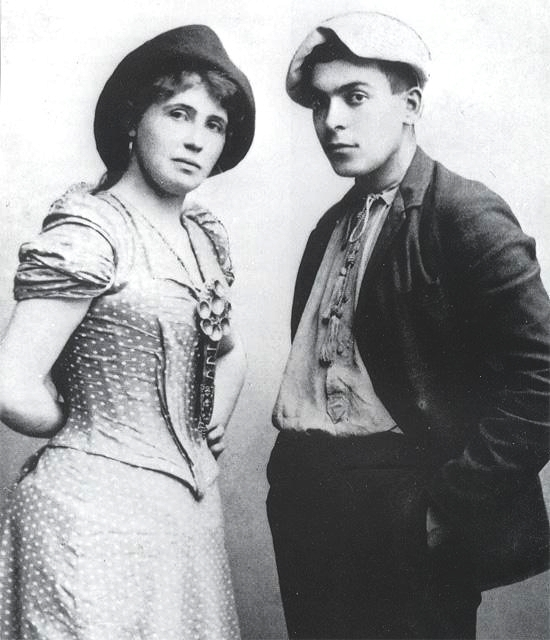
Oda Krohg y Jappe Nilssen, foto de 1891

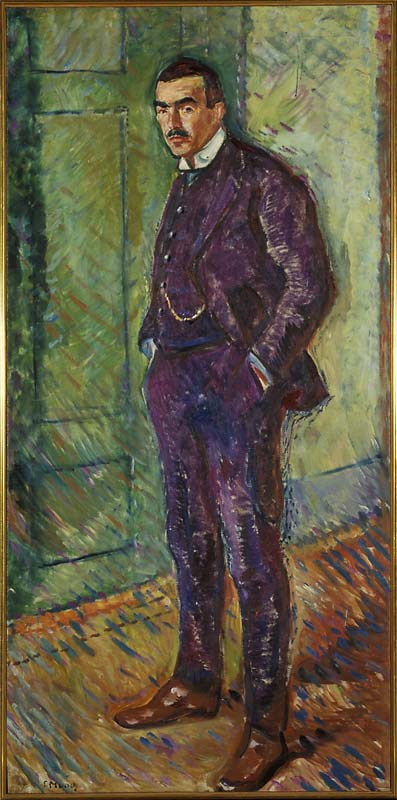
Edvard Munch : Jappe Nilssen (1909)

Jappe Jacob Nilssen (25 de enero de 1870 - 1931) fue un escritor e historiador de arte noruego.
Nilssen nació en Oslo. Publicó dos novelas y varias novelas, pero se le conoce principalmente por sus numerosas contribuciones como crítico de arte en el periódico Dagbladet. Nilssen trabajó en el Dagbladet desde 1908 hasta su muerte. Era muy amigo de Edvard Munch, Oda Krohg y Hans Jæger, y se le considera uno de los "bohemios de Kristiania". Nilssen era cuñado del pintor Thorolf Holmboe.
Edvard Munch pintó un retrato de Nilssen en 1909, y también realizó el cuadro El médico Lucien Dedichen y Jappe Nilssen en 1925-1926. Ambos cuadros son propiedad de la Colección Municipal de Arte de Oslo. Un dibujo de Munch muestra a Nilssen junto a Henrik Ibsen en el Gran Café. El pintor Ludvig Karsten también realizó un retrato de Nilssen en 1915.
Se dice que en 1891 Nilssen tuvo un romance con Oda Krohg, diez años mayor que él y casada con Christian Krohg. Edvard Munch escribió sobre esta infeliz relación amorosa, que también sirvió de telón de fondo para su cuadro de 1891, Melancolía. La primera novela de Nilssen, Némesis, describe al joven escritor Nils Falk, que tiene una infeliz relación amorosa con una mujer casada diez años mayor que él.
En 1909, Jappe Nilssen y el director de la Galería Nacional de Noruega, Jens Thiis, organizaron una exposición de 100 pinturas y 200 hojas de gráficos de Munch. La exposición tuvo un gran éxito y fue muy importante para el reconocimiento general de Munch. Por aquel entonces, Munch había sido ingresado en una clínica de Copenhague tras sufrir una crisis nerviosa.

## Obras
- Nemesis (Copenhague: Gyldendalske bokhandlerforlag, 1896), novela
- Solefald (Puesta de sol; Kristiania: Aschehoug, 1903), novela
- Kun én gang vaar: fortælling (Solo hubo una vez: una historia; Kristiania: Aschehoug, 1904), novela corta
- Den gamle historie og andre fortællinger (El cuento antiguo y otras historias; Kristiania, 1905), colección de novelas
- Faderglæde, og andre fortællinger (A Father's Joy and Other Stories; Kristiania: Aschehoug, 1911), colección de novelas
- Belgisk kunst i Norge (Arte belga en Noruega; Kristiania: Mittet & Co kunstforlag, 1918), carpeta de hojas sueltas

## Otras lecturas
- Anne Wichstrøm. 1988. Oda Krohg. Et kunstnerliv . Oslo: Gyldendal.ISBN 82-05-17392-3 .
- Ragna Stang. 1989. Edvard Munch: mennesket og kunstneren . Oslo: Den norske bokklubben.ISBN 8252516319.

- Datos: Q1578488
- Multimedia: Jappe Nilssen / Q1578488